# Etting
Etting település Franciaországban, Moselle megyében. Lakosainak száma 714 fő (2022. január 1.). Etting Achen, Bining, Kalhausen, Rahling és Schmittviller községekkel határos.

## Népesség
A település népességének változása:
| Lakosok száma | 775  | 811  | 788  | 771  | 764  | 766  | 747  | 725  | 720  | 714  |
|               | 1968 | 1982 | 1990 | 2006 | 2013 | 2015 | 2017 | 2019 | 2020 | 2022 |